# Сайди
Сайди (пол. Sajdy) — село в Польщі, у гміні Цепелюв Ліпського повіту Мазовецького воєводства.
У 1975-1998 роках село належало до Радомського воєводства.